# آرکائولوو
آرکائولوو (انگلیسی: Arkaulovo) یک شهرک در شهرستان سالاواتسکی استان باشقیرستان کشور روسیه است.